# Charmoy (Haute-Marne)
Pour les articles homonymes, voir Charmoy.
Charmoy est une ancienne commune française du département de la Haute-Marne en région Grand Est. Elle est associée à la commune de Fayl-Billot depuis 1972.

## Histoire
En 1789, Charmoy fait partie de la province de Champagne dans le bailliage de Langres.
Le 22 juin 1972, la commune de Charmoy est rattachée à celle de Fayl-Billot sous le régime de la fusion-association.

## Politique et administration
| Période                                  | Période | Identité       | Étiquette | Qualité |
| ---------------------------------------- | ------- | -------------- | --------- | ------- |
|                                          |         | François GIROD |           |         |
| Les données manquantes sont à compléter. |         |                |           |         |

## Démographie
| 1911 | 1921 | 1926 | 1931 | 1936 | 1946 | 1954 | 1962 | 1968 |
| ---- | ---- | ---- | ---- | ---- | ---- | ---- | ---- | ---- |
| 314  | 290  | 276  | 272  | 258  | 261  | 238  | 186  | 164  |

## Lieux et monuments

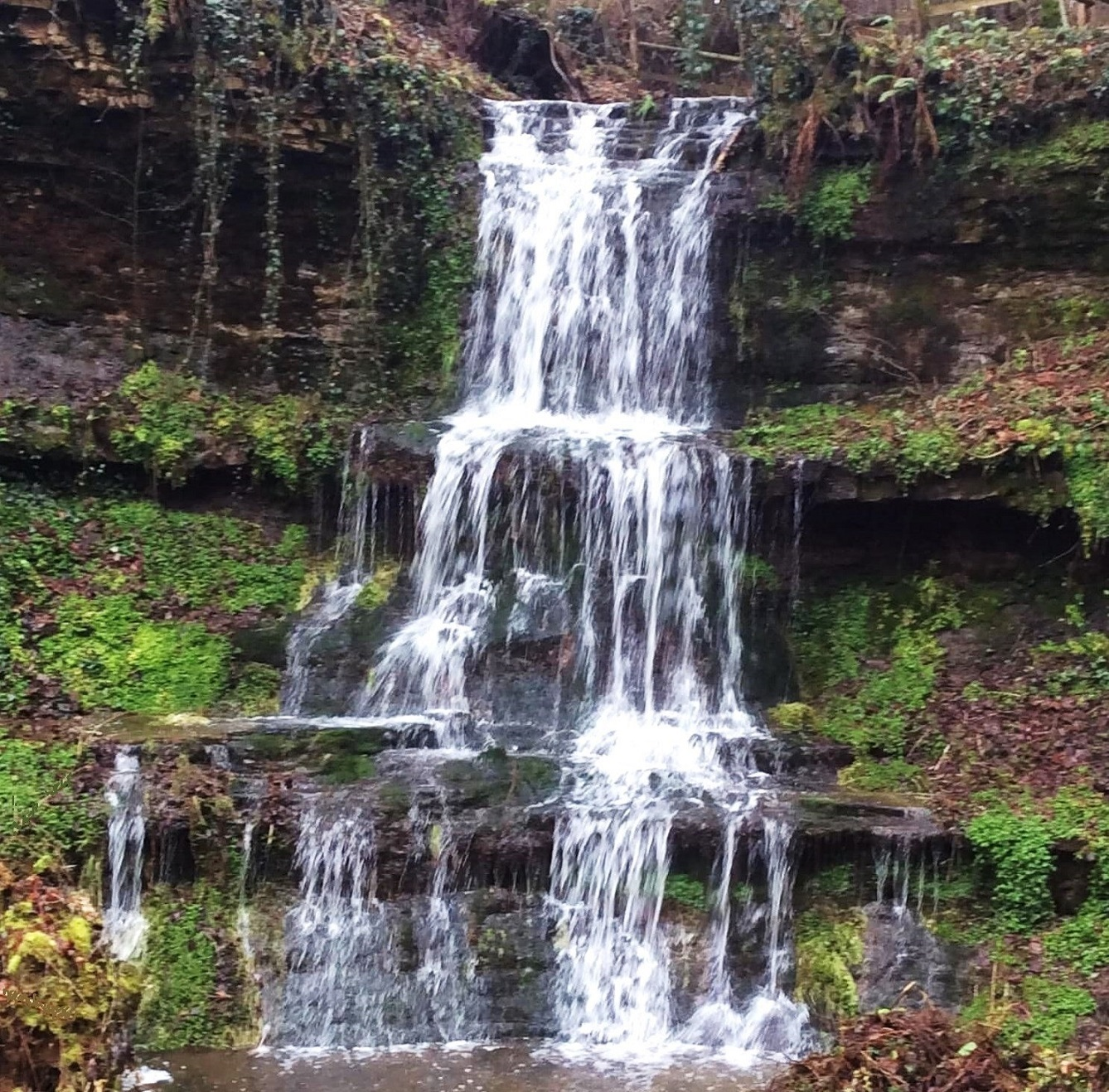
La cascade de la chèvre

- Église Saint-Rémy
- La cascade de la chèvre.